# Frontinella omega
Frontinella omega är en spindelart som beskrevs av Kraus 1955. Frontinella omega ingår i släktet Frontinella och familjen täckvävarspindlar.
Artens utbredningsområde är El Salvador. Inga underarter finns listade i Catalogue of Life.